# 錫爾伯湖 (奧里希)
53°32′11″N 7°29′17″E / 53.536278°N 7.488127°E

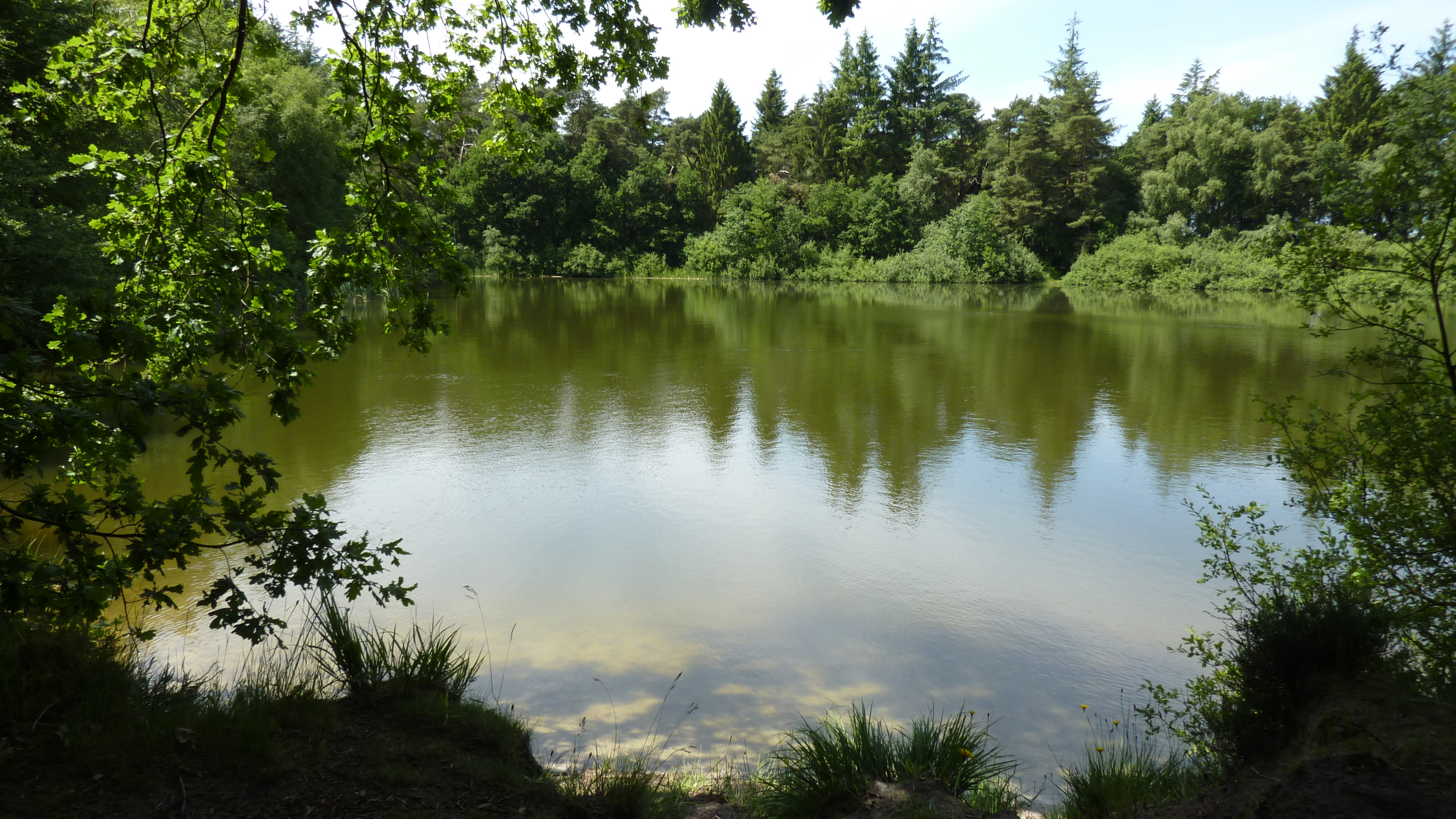

錫爾伯湖（德語：Silbersee），是德國的湖泊，位於該國西北部，由下薩克森州負責管轄，處於奧里希附近，該湖泊長0.2公里、寬0.1公里，面積為0.02平方公里。